# Faith Lutze
Faith Lutze ist eine US-amerikanische Kriminologin, die als Professorin an der Washington State University forscht und lehrt. 2018/19 amtierte sie als Präsidentin der Academy of Criminal Justice Sciences (ACJS).

## Werdegang und Wirken
Lutze machte 1986 das Bachelor-Examen im Fach Strafjustiz am Saginaw Valley State College (Michigan), den Master-Abschluss 1988 an der University of Cincinnati und wurde 1996 an der Pennsylvania State University zur Ph.D. promoviert. Seit 2000 lehrt sie an der Washington State University, anfangs als Associate Professor. Sie ist zertifizierte Ausbilderin für das Inside-Out Prison Exchange Program.
Ihre Forschungsinteressen gelten der polizeiliche Anwendung von Risikobewertungen bei Gewalt gegen Personen, insbesondere Gewalt gegen Frauen, die „Strafvollzugsindustrie“, die Wiedereingliederung von Strafgefangenen sowie Drogenkriminalität.